# Banco dei pegni

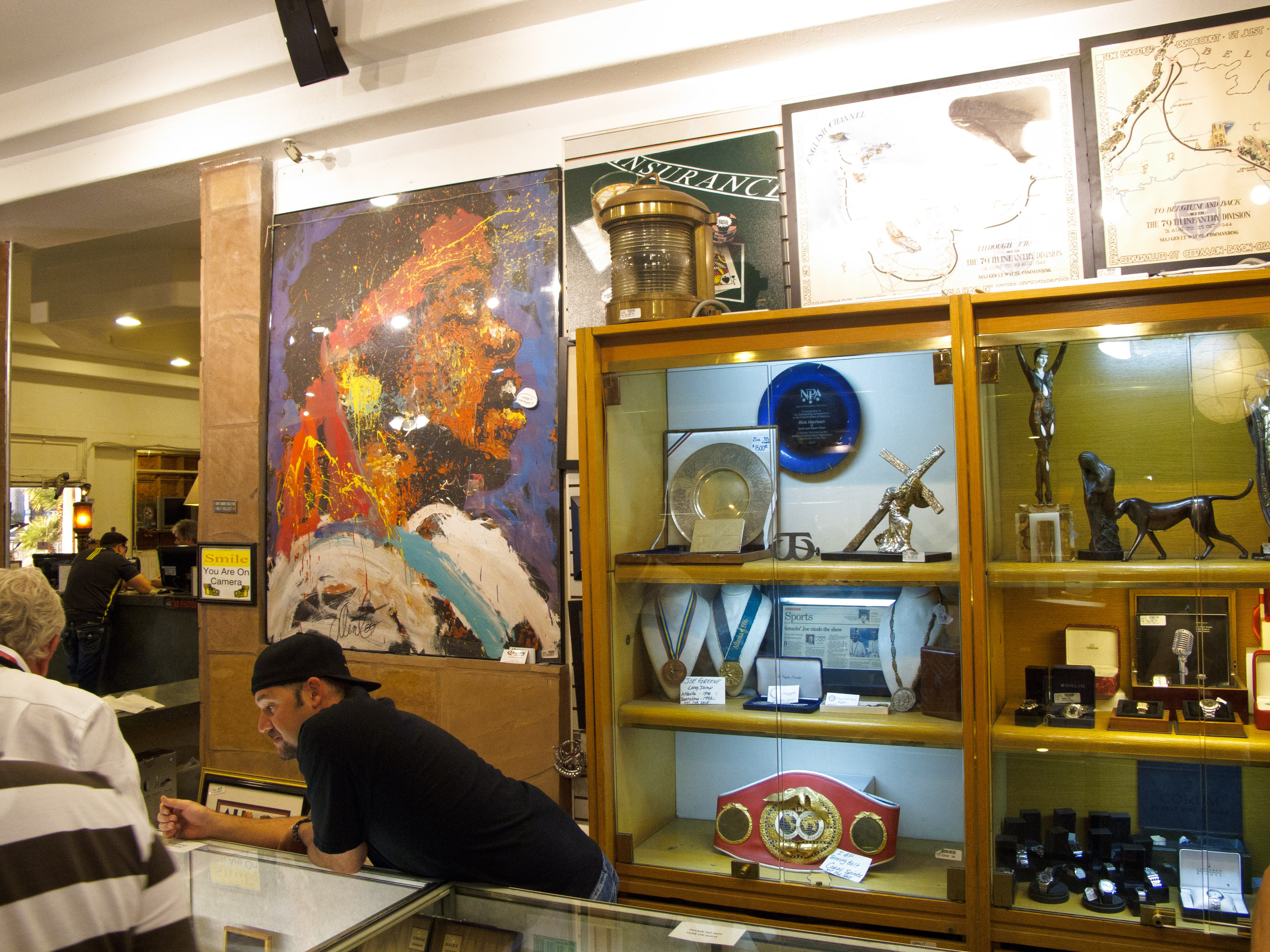
Il banco dei pegni della trasmissione Affari di Famiglia

Un banco dei pegni è un'attività che offre prestiti assicurati ai clienti in cambio di beni personali noti come pegni. I banchi dei pegni in genere accettano come garanzia oro, argento, gioielli, oggetti d'arte o d'antiquariato, monete, strumenti musicali, apparecchiature audio, computer, sistemi di videogiochi, televisori, macchine fotografiche, utensili elettrici, armi da fuoco e altri oggetti di valore oggettivo. I banchi dei pegni erano largamente usati in Italia nel Medioevo, paese in cui il settore finanziario ha sempre rivestito un ruolo importante a livello europeo, dalle grandi banche toscane e veneziane al piccolo credito. Una delle istituzioni più diffuse e antiche operante in Italia dal XV al XIX secolo è stato il Monte di Pietà. I banchi dei pegni non vanno confusi con i cosiddetti negozi di "compro oro" che non possono rilasciare polizze di pegno e conservano l'oggetto solo per alcuni giorni.

## Funzionamento nell'ordinamento italiano
La legge italiana prevede che si possano dare in pegno sia beni mobili che titoli di credito. Il denaro ricevuto (fino a 4/5 del valore di stima dell’oggetto lasciato in pegno nel caso di preziosi o 2/3 nel caso di non preziosi, da un minimo di 50 euro a un massimo di 50.000 euro) deve essere restituito entro massimo 6 mesi, rinnovabili. Il depositario conserva il pegno a garanzia e non può farne uso ma solo conservarlo.
Alla fine del periodo stabilito il pegno va restituito, così come il denaro ottenuto in prestito; a questo vanno aggiunti gli interessi concordati (dal 10 al 13%) al momento della stipula del prestito, i diritti di custodia (circa l'1% a trimestre) e le spese di istruttoria. Se il debitore non è in grado di restituire quanto avuto, passati 30 giorni dalla scadenza del prestito, l’oggetto può essere rivenduto all’asta o passare di proprietà al creditore.
Il prestito su pegno può essere rinnovato pagando gli interessi e le spese di gestione; si ottiene così ulteriore tempo per restituire il denaro avuto in prestito, altrimenti il pegno è venduto all’asta (secondo quanto previsto nella legge del 25 maggio 1939, n. 1279).
Le caratteristiche principali del credito su pegno sono: riservatezza, valutazione del proprio bene da parte di un esperto, rapidità nell'erogazione del denaro (a volte immediatamente), sicura custodia del pegno. Non vengono effettuate indagini sul patrimonio, visto che è lo stesso bene lasciato in pegno a garantire il credito ottenuto. Inoltre, anche persone con protesti possono accedervi dato che la garanzia è proprio il bene lasciato in custodia.
Attualmente, molti istituti bancari italiani stanno spingendo su questa antica forma di concessione di prestiti perché sicura e rapida.
Nel caso in cui i beni dati in pegno risultino rubati vale quanto previsto nella legge del 10 maggio 1938, n. 745, art.11: "Il proprietario di cose rubate o smarrite, costituite in pegno e, parimenti, chiunque, per qualsiasi titolo, abbia diritti su cose costituite in pegno, compreso il pignoramento, per ottenere la restituzione deve rimborsare il monte delle somme date a prestito, degli interessi ed accessori".

### Pegno non possessorio
Con il Decreto Legge 3 maggio 2016 n. 59, allo scopo di agevolare il credito alle imprese riducendo tempi e formalità relative all'erogazione e al recupero del credito, è stato introdotto il "pegno mobiliare non possessorio", ovvero senza il possesso del pegno da parte dell'erogante il credito.
Gli imprenditori iscritti nel Registro delle imprese possono costituire un pegno mobiliare non possessorio a garanzia dei crediti loro concessi. Salvo diverso accordo tra le parti, il costituente pegno non viene spossessato del bene e può continuare a disporne per l'attività d'impresa. Il pegno non possessorio può avere ad oggetto qualsiasi bene mobile destinato all’esercizio dell’attività. Sono esclusi i beni mobili registrati che rimangono soggetti al regime dell’ipoteca.